# Myotis aurascens
Myotis aurascens és una espècie de ratpenat de la família dels vespertiliònids. Viu a Albània, Armènia, l'Azerbaidjan, Bulgària, la Xina, Croàcia, Geòrgia, Grècia, l'Iran, l'Iraq, Itàlia, el Kazakhstan, Corea del Sud, Macedònia, Moldàvia, Mongòlia, Montenegro, Romania, Rússia, Sèrbia, Síria, Turquia i Ucraïna. Els seus hàbitats naturals són els boscos i els matollars. És una espècie en risc mínim, és a dir, no sembla que hi hagi cap amenaça significativa per a la seva supervivència.